# 计划单列市
国家社会与经济发展计划单列市，通常简称为计划单列市，是指经济和社会发展的各项指标全部从所属省份的规划中分离出去，单列户头，直接纳入全国计划综合平衡、统筹安排的城市。计划单列市是一个行政管理概念而非行政区划概念，各计划单列市仍保留省辖市的行政地位，在民政部行政区划登记中均列为地级行政区（地级市），继续接受省级行政區领导管理。
1950年代中、1960年代初，中国大陆曾实行过两次对省辖大城市的计划单列，但实行不久就取消。1980年代，中国大陆开始第三次实行计划单列市体制：计划单列市的收支直接与中央挂钩，由中央财政与地方财政两分，而无须上缴省级财政。四川省重庆市当时财政已经接近四川省的三分之一，为避免造成省会权限集中，而开始尝试设立单列经济计划。1983年重庆市成为计划单列市后，中央不断给予一些经济发展超过省会城市的非省会城市和一些经济发展较快的省会城市单独的经济政策。

## 历史
1958年2月11日，直辖市天津市并入河北省，河北省省会迁往天津时间达八年。期间，在中华人民共和国国务院的协调下，天津市实行计划单列政策。1967年1月2日，河北省将省会迁回保定，中共中央决定天津市恢复为中央直辖市。
至1993年时，有14个计划单列市：重庆市（1983年2月8日）、武汉市（1984年5月21日）、沈阳市（1984年7月11日）、大连市（1984年7月13日）、广州市（1984年10月5日）、西安市（1984年10月5日）、哈尔滨市（1984年10月5日）、青岛市（1986年10月15日）、宁波市（1987年2月24日）、厦门市（1988年4月18日）、深圳市（1988年10月3日）、长春市（1989年2月11日）、成都市（1989年2月11日）、南京市（1989年2月11日）。
根据1994年2月25日中央机构编制委员会发布并施行的“中编[1994]1号”文件，省会城市取消计划单列，同时设立副省级城市，原14个计划单列市和杭州市、济南市共16个市被正式确定为副省级城市；计划单列市减少为6个，即重庆市等6个非省会城市。1997年重庆市升格为直辖市后，计划单列市为以下5个：
- 大连市（1984年7月13日批准）
- 青岛市（1986年10月15日批准）
- 宁波市（1987年2月24日批准）
- 厦门市（1988年4月18日批准）
- 深圳市（1988年10月3日批准）

另外，1986年8月，海南行政区被国务院批准赋予省一级的经济管理权限，实行计划单列，和各计划单列市具有同等地位；直到1988年海南省正式建省。这段时间，国务院及各部委发给各省的文件，均附计划单列市和海南行政区的名字。
1993年1月1日成立的、作为上海市人民政府派出机构的上海市浦东新区管理委员会，在计划管理、项目审批、建设管理、财政金融、外经外事、劳动人事等方面，拥有计划单列市的各类权限，包括中央批准扩权的部分。

## 地位
計劃單列市在政治方面全面行使副省級的地位，如中共深圳市委和深圳市人民政府即為副省級的行政編制；在經濟方面則擁有省部級的地位，財政越過省一級別的管制，直接與中央掛鉤。國務院的一些相應部門在計劃單列市直接設立特派員辦事處或派出机构，如：中華人民共和國商務部駐青島特派員辦事處、中国证券监督管理委员会大连监管局、国家金融监督管理总局宁波监管局。
此外在一些非政治场合，计划单列市也拥有特殊地位，如：1994年之前的计划单列市的足球协会与省级行政区的足球协会同为中国足球协会会员单位，有权在中冠联赛中派出自己的代表队，而1994年被提升为副省级市的杭州市及济南市的足协则无此地位。